# Nogometni Klub Rovinj
Il Nogometni Klub Rovinj - Club Calcio Rovigno (anche noto come NK Rovinj - CC Rovigno) è una società calcistica croata con sede nella cittadina istriana di Rovigno.

## Storia
Nel 1919 fu fondato il Fascio Democratico Sportivo, prima società calcistica a Rovigno, città istriana annessa con il trattato di Rapallo del 1920 al Regno d'Italia. Nel 1922 il club fu ribattezzato Fascio Federico Riosa, in memoria del rovignese che durante la prima guerra mondiale aveva disertato dall'esercito austroungarico e morì combattendo per l'Italia. Nel 1928 il club prese parte al campionato istriano di Prima Categoria dell'Unione Libera Italiana del Calcio. Nello stesso anno cominciarono i lavori per la costruzione di un nuovo campo di calcio a Valbruna, inaugurato nel 1932.
Nel 1936 il club cambiò il nome in S.C. Ampelea, in quanto sponsorizzato dalla ditta Ampelea. Due anni dopo, dopo aver vinto il campionato istriano della Sezione Propaganda FIGC, tornò a essere Federico Riosa. Nella stagione 1938-39 militò nel campionato giuliano di Seconda Divisione.
Al termine della seconda guerra mondiale, con l'occupazione della città da parte dell'esercito jugoslavo, il club fu rifondato nel 1945 con la denominazione di Sindacati Unici Rovigno e prese parte alle competizioni dell'Unione dei Circoli di Educazione Fisica. Con l'annessione di Rovigno alla Jugoslavia, sancita dal trattato di pace del 1947, il club, con la denominazione SD Rovinj, prese parte al campionato croato della V zona.
Tuttavia, l'esodo di massa della popolazione italofona indebolì il club considerevolmente. Per un biennio il sodalizio assunse la denominazione di Tvornica Duhana, per poi assumere la denominazione attuale, NK Rovinj/CC Rovigno (nome bilingue).
Solo verso la fine degli anni sessanta il club riuscì a diventare una delle più forti compagini istriane raggiungendo l'apice dei successi nel 1970, quando centrò una storica promozione nel campionato cadetto jugoslavo (Druga Savezna Liga/Seconda Lega Federale). La permanenza nel campionato cadetto durò solo una stagione, al termine del quale il Rovigno retrocesse nuovamente nel campionato di zona dell'Istria e di Fiume.
Nel 1972 sfiorò il ritorno tra i cadetti: vinto il campionato di zona, nei playoff per la promozione contro le squadre degli altri gironi eliminò Zara e Segesta, ma fu eliminato a sua volta dallo Sloboda B. Novi mancando la promozione.
L'anno dopo, vinto nuovamente il campionato di zona, il Rovigno conquistò il titolo di campione dilettantistico di Croazia imponendosi su Zara e NK Zagabria, ma nelle ulteriori qualificazioni per l'accesso alla Seconda Lega, fu eliminata dalla Dinamo Vinkovci.
Nell'estate del 1991, come vincitore di una delle tre coppe amatoriali croate, viene ammesso alla Coppa di Jugoslavia dove, al primo turno, viene sorteggiato ad ospitare lo Željezničar. Ma, a causa dell'indipendenza della Croazia (giusto il giorno successivo al sorteggio di coppa), il Rovigno deve abbandonare le competizioni jugoslave ed affiliarsi a quelle croate. Viene ammesso comunque alla prima edizione della Coppa di Croazia, coppa riservata alle 7 squadre croate che avrebbero dovuto partecipare alla coppa jugoslava, dove viene subito eliminato dalla Dinamo Zagabria (allora nota col nome HAŠK Građanski). Come campionato, passa dalla Hrvatska liga Ovest (quarta divisione jugoslava) alla 3. HNL Ovest (terza divisione croata).
Nel 1992 vinse il girone occidentale della Terza Lega conquistando la promozione in Seconda Lega (Druga Liga) dove rimase fino al 1998, inserita dapprima nel girone meridionale e poi in quello occidentale. Retrocessa in Terza Lega, vi militò fino alla riorganizzazione dei campionati della stagione 2006-07 che relegò il Rovinj in Quarta Lega.
Successivamente il club conobbe un saliscendi tra il girone occidentale della Terza Lega e le leghe istriane.